# Grand Prix Danii 1961
Grand Prix Danii 1961, oficj. II Grote Prijs van Danske – nieoficjalny wyścig Formuły 1, który odbył się w dniach 26–27 sierpnia 1961 na Roskilderingu.
Pierwszy wyścig o Grand Prix Danii odbywał się według przepisów Formuły 2, natomiast w 1961 roku ściągnięto na niego kierowców Formuły 1. Ze względu na krótkość toru (niewiele ponad kilometr) wyścig składał się z trzech biegów, rozgrywanych w ciągu dwóch dni. Pierwszy bieg liczył 20 okrążeń, a drugi i trzeci po 30. Ogółem dystans wyścigu wynosił ponad 95 km. W końcowej klasyfikacji sumowały się czasy z trzech biegów.
Do zawodów zostało zgłoszonych dwunastu zawodników, przy czym Lucien Bianchi nie wziął w nich udziału ze względu na niegotowy samochód.
Pole position zdobył Stirling Moss z czasem 0:42,8. Brytyjczyk triumfował we wszystkich trzech biegach: w pierwszym miał 0,2 sekundy przewagi nad Jackiem Brabhamem, natomiast w drugim i trzecim był szybszy od drugiego Innesa Irelanda o odpowiednio 33,1 oraz 5,8 sekundy. Ogółem Moss wygrał zawody, uzyskując średnią prędkość 96,114 km/h i czas 59:28,5, lepszy o 1:14,0 od drugiego Irelanda. Brytyjski kierowca ustanowił także najszybsze okrążenie.

## Lista startowa
| Nr | Kierowca                | Zespół                      | Samochód           | Silnik           |   |
| -- | ----------------------- | --------------------------- | ------------------ | ---------------- | - |
| 1  | Jack Brabham            | Brabham Racing Organisation | Cooper T53         | Climax FPF R4    | ? |
| 2  | John Surtees            | Reg Parnell Racing          | Cooper T53 Special | Climax FPF R4    | ? |
| 3  | Roy Salvadori           | Yeoman Credit Racing Team   | Cooper T53         | Climax FPF R4    | ? |
| 4  | Jim Clark               | Team Lotus                  | Lotus 18           | Climax FPF R4    | ? |
| 5  | Innes Ireland           | Team Lotus                  | Lotus 21           | Climax FPF R4    | ? |
| 6  | Keith Greene            | Gilby Engineering           | Gilby 1961         | Climax FPF R4    | ? |
| 7  | Stirling Moss           | UDT Laystall Racing Team    | Lotus 18/21        | Climax FPF R4    | ? |
| 8  | Masten Gregory          | UDT Laystall Racing Team    | Lotus 18/21        | Climax FPF R4    | ? |
| 9  | Henry Taylor            | UDT Laystall Racing Team    | Lotus 18/21        | Climax FPF R4    | ? |
| 10 | Tim Parnell             | RHH Parnell                 | Lotus 18           | Climax FPF R4    | ? |
| 11 | Lucien Bianchi          | Equipe Nationale Belge      | Lotus 18           | Climax FPF R4    | ? |
| 15 | Carel Godin de Beaufort | Écurie Maarsbergen          | Porsche 718        | Porsche 547/3 B4 | ? |
| Nr | Kierowca                | Zespół                      | Samochód           | Silnik           |   |

## Wyniki

### Kwalifikacje
| P  | Nr | Kierowca                | Konstruktor(-silnik) | Czas   | Odstęp | Strata |
| -- | -- | ----------------------- | -------------------- | ------ | ------ | ------ |
| 1  | 7  | Stirling Moss           | Lotus-Climax         | 0:42,8 | -      | -      |
| 2  | 1  | Jack Brabham            | Cooper-Climax        | 0:43,0 | 0:00,2 | 0:00,2 |
| 3  | 2  | John Surtees            | Cooper-Climax        | 0:43,0 | 0:00,0 | 0:00,2 |
| 4  | 9  | Henry Taylor            | Lotus-Climax         | 0:44,0 | 0:01,0 | 0:01,2 |
| 5  | 5  | Innes Ireland           | Lotus-Climax         | 0:44,1 | 0:00,1 | 0:01,3 |
| 6  | 3  | Roy Salvadori           | Cooper-Climax        | 0:44,3 | 0:00,2 | 0:01,5 |
| 7  | 10 | Tim Parnell             | Lotus-Climax         | 0:44,3 | 0:00,0 | 0:01,5 |
| 8  | 8  | Masten Gregory          | Lotus-Climax         | 0:44,3 | 0:00,0 | 0:01,5 |
| 9  | 15 | Carel Godin de Beaufort | Porsche              | 0:45,7 | 0:01,4 | 0:02,9 |
| 10 | 6  | Keith Greene            | Gilby-Climax         | 0:45,9 | 0:00,2 | 0:03,1 |
| 11 | 4  | Jim Clark               | Lotus-Climax         | -      | -      | -      |
| P  | Nr | Kierowca                | Konstruktor(-silnik) | Czas   | Odstęp | Strata |

### Wyścig
| 1                                                     |    | 7        | Stirling Moss           | Lotus-Climax  | 80            | 59:28,5   |                 |
| 2                                                     |    | 5        | Innes Ireland           | Lotus-Climax  | 80            | +1:14,0   |                 |
| 3                                                     |    | 3        | Roy Salvadori           | Cooper-Climax | 80            | +2:06,8   |                 |
| 4                                                     |    | 9        | Henry Taylor            | Lotus-Climax  | 80            | +2:53,9   |                 |
| 5                                                     |    | 10       | Tim Parnell             | Lotus-Climax  | 80            | +3:39,2   |                 |
| 6                                                     |    | 10       | Keith Greene            | Gilby-Climax  | 80            | +4:31,6   |                 |
| 7                                                     |    | 4        | Jim Clark               | Lotus-Climax  | 60            | +20 okr.  | sterowanie      |
| Niesklasyfikowani                                     |    |          |                         |               |               |           |                 |
|                                                       |    | 2        | John Surtees            | Cooper-Climax | 50            | +30 okr.  | wałek rozrządu  |
|                                                       |    | 1        | Jack Brabham            | Cooper-Climax | 44            | +36 okr.  | skrzynia biegów |
|                                                       |    | 8        | Masten Gregory          | Lotus-Climax  | 40            | +40 okr.  | skrzynia biegów |
|                                                       |    | 15       | Carel Godin de Beaufort | Porsche       | 37            | +43 okr.  | przebita opona  |
| Nie wystartowali / niedopuszczeni do ponownego startu |    |          |                         |               |               |           |                 |
|                                                       |    | 11       | Lucien Bianchi          | Lotus-Climax  |               |           | brak samochodu  |
| P                                                     | Nr | Kierowca | Konstruktor             | Okr.          | Czas / Strata | Komentarz |                 |

### Najszybsze okrążenie
| Nr | Kierowca      | Konstruktor  | Czas   | Okr.    |
| -- | ------------- | ------------ | ------ | ------- |
| 7  | Stirling Moss | Lotus-Climax | 0:43,1 | II bieg |

## Prowadzenie w wyścigu
| Nr                              | Kierowca      | Okrążenia | Suma |
| ------------------------------- | ------------- | --------- | ---- |
| 7                               | Stirling Moss | 1–20      | 20   |
| 5                               | Innes Ireland | 21–24     | 4    |
| 7                               | Stirling Moss | 25–80     | 56   |
| \| Wykres \| \| ------ \| \| \| |               |           |      |
| Wykres                          |               |           |      |
|                                 |               |           |      |